# Denison (Teksas)
Denison – miasto w Stanach Zjednoczonych, w stanie Teksas, w hrabstwie Grayson.

## Demografia
Według przeprowadzonego przez United States Census Bureau spisu powszechnego w 2010 miasto liczyło 22 682 mieszkańców, co oznacza spadek o 0,4% w porównaniu do roku 2000. Natomiast skład etniczny w mieście wyglądał następująco: Biali 82,3%, Afroamerykanie 9,3%, Azjaci 0,6%, pozostali 7,8%.